# Potjta Rossii
Potjta Rossii (russisk: Почта России) er Ruslands statslige postvæsen. Der er ansvarlige for levering af breve og pakker i Rusland og har ca. 390.000 ansatte og over 42.000 posthuse.
Potschta Rossii ejer 49,99 % af "Pochta Bank", mens den anden halvdel ejes af VTB Bank.
Potjta Rossii præsenterede i slutningen af 2015 en ny digital abonnementstjeneste. Potjta Rossii fungerede som et abonnementsbureau for direkte samarbejde med udgivere.